# Еквирия
Еквирия  (на латински: Equirria; Ecurria; equicurria) е военно-религиозен празник в Древен Рим, който се празнува на 27 февруари и 14 март с процесии и конни игри на Марсово поле (Campus Martius) в чест на бог Марс.